# Jan Adam Borzęcki
Jan Adam Borzęcki (ur. 1952 w Kobylanach k. Opatowa, zm. 31 stycznia 2024 w Sandomierzu) – poeta, prozaik, krytyk literacki, dziennikarz. Laureat wielu konkursów literackich, w tym czterokrotny zwycięzca Warszawskiej Jesieni Poezji w kategorii eseju i zdobywca pierwszej nagrody w ogólnopolskim konkursie literackim im. Mikołaja Reja w kategorii opowiadania. Pracował w redakcji „Tygodnika Nadwiślańskiego” w Tarnobrzegu. Mieszkaniec Sandomierza.

## Odznaczenia
- Brązowy Medal „Zasłużony Kulturze Gloria Artis”[2]
- Złoty Krzyż Zasługi[3]

## Twórczość

### Poezja
- Pozostać w całości, Sandomierz 1991

### Proza
- Noc jak konfesjonał: opowiadania. Kielce: Oficyna Wydawnicza „STON 2”, 2000. ISBN 83-7273-015-6. Brak numerów stron w książce (nagrodzona Świętokrzyską Premierą Literacką za najlepszą książkę roku 2000)
- Świętość z obrazka. Kielce: Oficyna Wydawnicza „STON 2”, 2006. ISBN 83-7273-185-3. Brak numerów stron w książce
- Zraniony odłamkiem wiersza: eseje. Kielece: Oficyna Wydawnicza „STON 2”, 1996. ISBN 83-86976-08-X. Brak numerów stron w książce
- Uwikłani w korzenie: szkice i eseje o literaturze nurtu chłopskiego. Kielce: Oficyna Wydawnicza „STON 2” ; Związek Literatów Polskich. ISBN 978-83-7273-244-6. Brak numerów stron w książce
- Mniszka: opowieść sandomierska. Warszawa: Wydawnictwo Nowy Świat, 2013. ISBN 978-83-7386-509-9. Brak numerów stron w książce
- Mężczyzna który milczy. Kielce: Oficyna Wydawnicza „STON 2”, 2021. ISBN 978-83-7273-608-6. Brak numerów stron w książce
- Pozostać w całości. Wydanie II poszerzone. Kielce-Sandomierz: Oficyna Wydawnicza „STON 2”, 2022. ISBN 978-83-7273-622-2. Brak numerów stron w książce
- Kryminał z różą. Opowiadania sentymentalne. Oficyna Wydawnicza „STON 2”, 2022. ISBN 978-83-66538-36-8. Brak numerów stron w książce
- Okruchy ze stołu historii – gawędy sandomierskie. Oficyna Wydawnicza „STON 2”. ISBN 978-83-66538-64-1. Brak numerów stron w książce[4]

### Publikacje we współautorstwie i wydawnictwach zbiorowych
- Życiorysy rzek „Czarna” (współautorstwo z Józefem Myjakiem), Staszów 1988
- Jedź w powiat opatowski, [w:] Słowo. II almanach literacki, Łódź-Kielce 1987
- xxx (Lubię pisać na wierszach innych), xxx (Lubię pisać między wierszami innych), xxx (Lubię pisać na marginesach cudzych wierszy), Sandomierz, [w:] „Bazar” nr 7, Kielce 1998
- Wstęp do tomiku poezji Bolesława Garbosia Sandomierz niepocieszony, Kraków 1990
- Życie wierszem pisane: V edycja konkursu poetyckiego ogłoszonego pod patronatem Prezydenta Miasta Tarnobrzeg /[antologia wierszy różnych autorów], Tarnobrzeg 2008